# Site patrimonial de Sillery

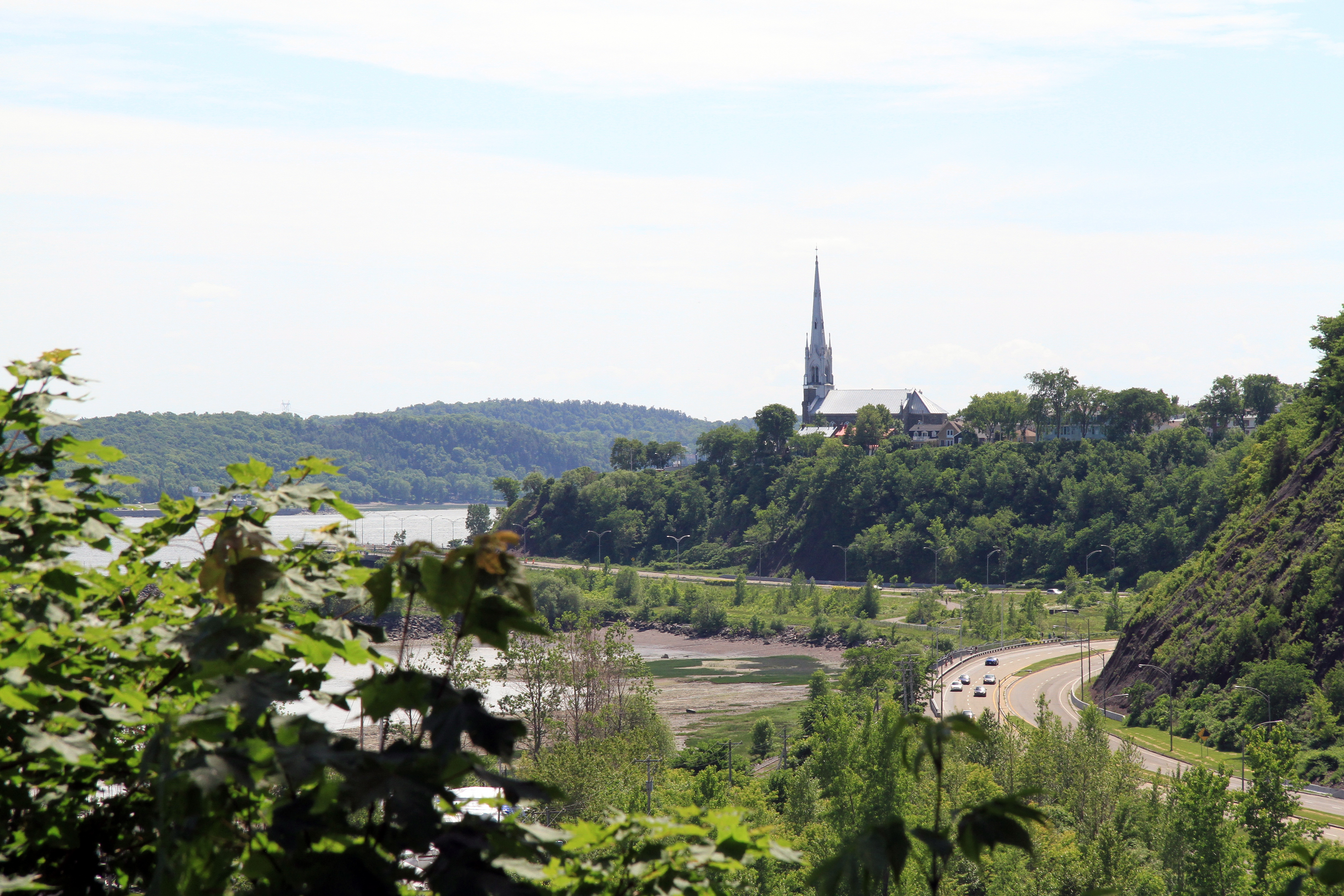
Église Saint-Michel vue du parc du Bois-de-Coulonge.

Le site patrimonial de Sillery, anciennement connu sous le nom d'arrondissement historique de Sillery  est un territoire à vocation résidentielle et institutionnelle situé dans l'arrondissement Sainte-Foy–Sillery–Cap-Rouge de Québec au Québec (Canada). Le site, qui fait 3,5 km de long comprend environ 350 bâtiments. Ils ont été bâtis dans des périodes variées, dont la maison des Jésuites pendant le régime français, des maisons ouvrières du XIXe siècle sur le chemin du Foulon et dans la côte de Sillery (près de l'église Saint-Michel), des villas construites par les barons du bois au XIXe siècle et des propriétés institutionnelles construites au tournant du XXe siècle. Le site a été déclaré site patrimonial par le gouvernement du Québec en 1964.